# Johan Liiva

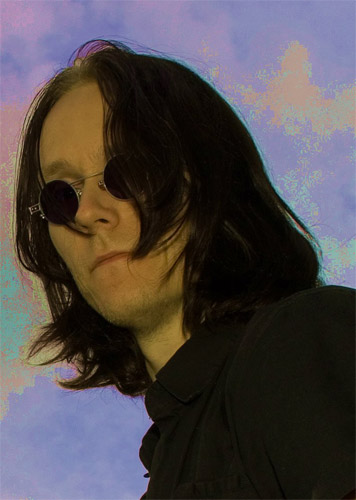
Johan Liiva (2006)

Johan Liiva, ursprungligen Axelsson, född 18 november 1970 i Helsingborg, är en svensk sångare. 
År 1988 startade han bandet Carnage tillsammans med sin barndomsvän Michael Amott. De släppte sin debut 1990.
Han startade gruppen Furbowl, där han spelade gitarr och sjöng. Efter att gruppen splittrats bildade Liiva och Amott bandet Arch Enemy, som släppte sin debut Black Earth 1996. År 2000 slutade han i Arch Enemy och startade senare Hearse.

## Diskografi

### Furbowl
- Those Shredded Dreams (1992)
- The Autumn Years (1994)

### Arch Enemy
- Black Earth (1996)
- Stigmata (1998)
- Burning Bridges (1999)
- Burning Japan Live 1999 (2000)

### NonExist
- Deus Deceptor (2002)

### Hearse
- Dominion Reptilian (2003)
- Cambodia (2003)
- Armageddon, Mon Amour (2004)
- The Last Ordeal (2005)
- In These Veins (2006)